# Hugo Pineda
Hugo Pineda (* 10. Mai 1962 in Tampico, Tamaulipas) ist ein ehemaliger mexikanischer Fußballtorwart, der bei diversen Vereinen unter Vertrag stand und mit Ausnahme seines langjährigen Vereins América ansonsten immer Stammtorhüter war.

## Leben

### Verein
Zwischen 1983 und 1990 stand Pineda bei seinem Heimatverein Tampico-Madero FC unter Vertrag. Als dieser sich zum Ende der Saison 1989/90 aus der mexikanischen Primera División zurückzog, wechselte Pineda zu den Leones Negros, mit denen er gleich in seiner ersten Saison 1990/91 den mexikanischen Pokalwettbewerb gewann. Zur Saison 1992/93 wechselte er zu den UAT Correcaminos und bestritt in den an die reguläre Saison anschließenden Liguillas die Spiele im Viertelfinale und Halbfinale für den Club América. Nachdem er anschließend zu den Leones Negros zurückgekehrt war und danach jeweils eine Spielzeit in Diensten des Club Atlante und von Atlético Celaya verbracht hatte, stand er zwischen 1996 und 2002 in zwei Etappen für insgesamt fünf Jahre erneut beim Club América unter Vertrag und gewann mit den Americanistas seinen ersten und einzigen Meistertitel im Torneo Verano 2002 (Rückrunde der Saison 2001/02). Während Pineda bei allen anderen Vereinen als Stammtorhüter fungierte, kam er bei seinem langjährigen Verein América nur unregelmäßig zum Einsatz.
Sein letztes Spiel in der höchsten mexikanischen Spielklasse bestritt Pineda am 8. März 2003 für Real San Luis gegen Chivas Guadalajara (0:2).

### Nationalmannschaft
Zwischen seinem ersten Länderspiel am 17. Januar 1987 gegen El Salvador (3:1) und seinem letzten Länderspieleinsatz am 13. Juni 1997 gegen Kolumbien (2:1) bestritt Pineda insgesamt 18 Einsätze für die mexikanische Nationalmannschaft. 

## Erfolge
- Mexikanischer Meister: Verano 2002 (mit América)
- Mexikanischer Pokalsieger: 1990/91 (mit Uni Guadalajara)